# 60 metros com barreiras

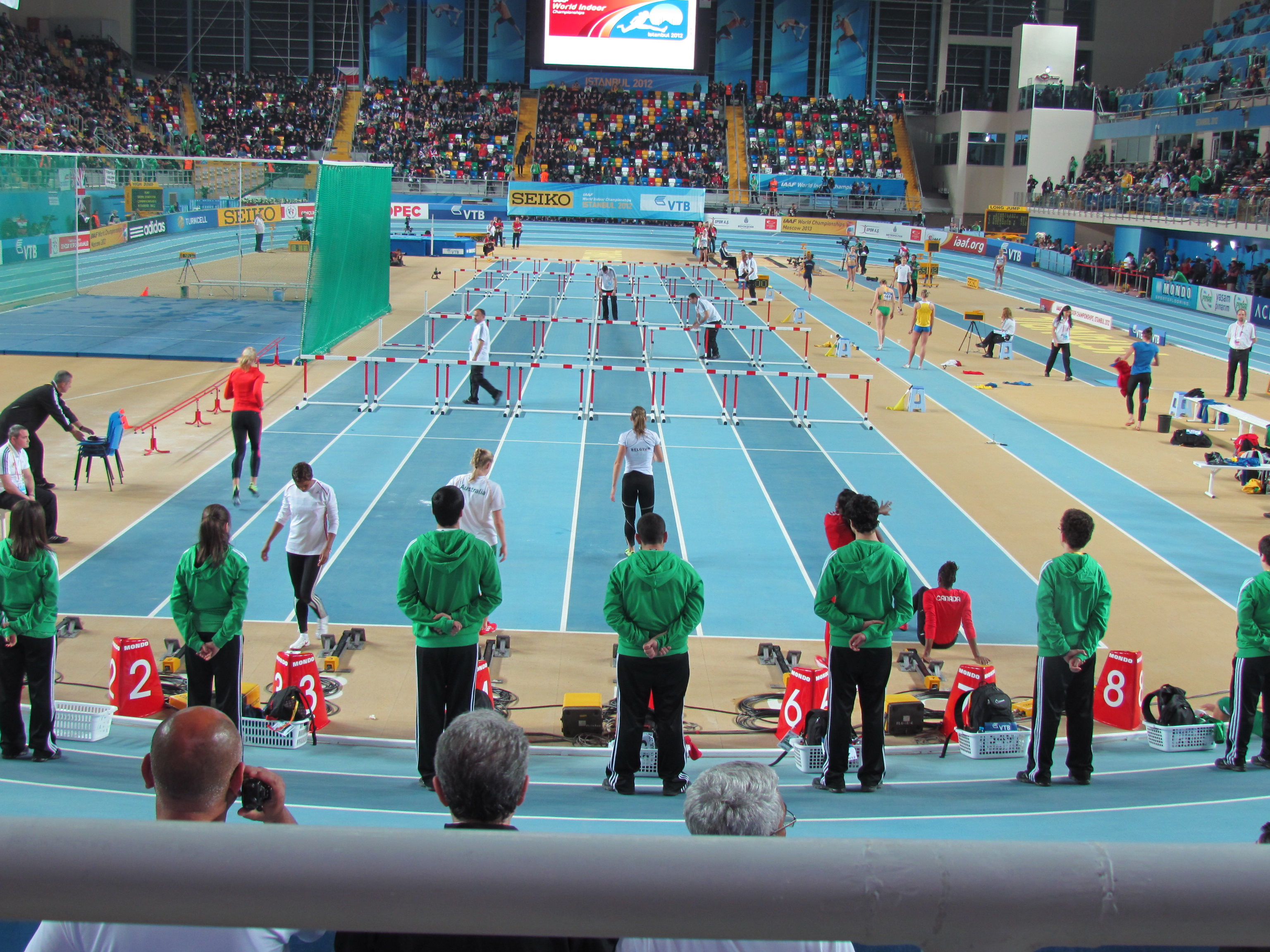
Pista dos 60 metros com barreiras no Campeonato Mundial de Atletismo em Pista Coberta de 2012 em Istambul, Turquia.

Os 60 metros em barreiras são uma prova de atletismo em que homens e mulheres disputam para se tornarem os mais ágeis e rápidos ao percorrer uma distancia de 60 metros tendo como obstáculo barreiras. Esta prova é geralmente executada em recintos cobertos, porém em competições de menor dimensão esta prova pode mesmo ser executada numa pista ao ar livre.
Atualmente a nível mundial a recordista feminina é a atleta sueca Susanna Kallur com 7,68 segundos, e o recordista masculino é o atleta britânico Colin Jackson com 7,30 segundos.

## Recordes por associações internacionais
Estes resultados são apenas de competições em pista coberta.  Ultima atualização: Fevereiro de 2012.
| Área                                 | Homens | Homens           | Homens        | Mulheres | Mulheres        | Mulheres       |
| Área                                 | Tempo  | Atleta           | País          | Tempo    | Atleta          | País           |
| ------------------------------------ | ------ | ---------------- | ------------- | -------- | --------------- | -------------- |
| África                               | 7.52   | Shaun Bownes     | África do Sul | 7.82     | Glory Alozie    | Nigéria        |
| Ásia                                 | 7.41   | Liu Xiang        | China         | 7.82     | Olga Shishigina | Cazaquistão    |
| Europa                               | 7.30   | Colin Jackson    | Reino Unido   | 7.68     | Susanna Kallur  | Suécia         |
| América do Norte, Central e Caraíbas | 7.33   | Dayron Robles    | Cuba          | 7.72     | Lolo Jones      | Estados Unidos |
| Oceania                              | 7.73   | Kyle Vander Kuyp | Austrália     | 7.73     | Sally Pearson   | Austrália      |
| América do Sul                       | 7.60   | Márcio de Souza  | Brasil        | 8.08     | Maíla Machado   | Brasil         |

## Top dez dos melhores recordistas masculinos
Estes resultados são apenas de competições em pista coberta.  Ultima atualização: Fevereiro de 2012.
| Lugar | Tempo | Atleta            | País           | Data                    | Local        |
| ----- | ----- | ----------------- | -------------- | ----------------------- | ------------ |
| 1º    | 7.30  | Colin Jackson     | Reino Unido    | 6 de Março de 1994      | Sindelfingen |
| 2º    | 7.33  | Dayron Robles     | Cuba           | 8 de Fevereiro de 2008  | Düsseldorf   |
| 3º    | 7.36  | Greg Foster       | Estados Unidos | 16 de Janeiro de 1987   | Los Angeles  |
| 3º    | 7.36  | Allen Johnson     | Estados Unidos | 3 de Março de 2004      | Budapest     |
| 3º    | 7.36  | Terrence Trammell | Estados Unidos | 14 de Março de 2010     | Doha         |
| 6º    | 7.37  | Roger Kingdom     | Estados Unidos | 8 de Março de 1989      | Piraeus      |
| 6º    | 7.37  | Anier García      | Cuba           | 9 de Fevereiro de 2000  | Piraeus      |
| 6º    | 7.37  | Tony Dees         | Estados Unidos | 18 de Fevereiro de 2000 | Chemnitz     |
| 6º    | 7.37  | David Oliver      | Estados Unidos | 5 de Fevereiro de 2011  | Stuttgart    |
| 10º   | 7.38  | Mark Crear        | Estados Unidos | 8 de Março de 1998      | Sindelfingen |
| 10º   | 7.38  | Reggie Torian     | Estados Unidos | 27 de Fevereiro de 1999 | Atlanta      |

## Top dez das melhores recordistas femininas
Estes resultados são apenas de competições em pista coberta.  Ultima atualização: Fevereiro de 2012.
| Lugar | Tempo | Atleta             | País              | Data                    | Local       |
| ----- | ----- | ------------------ | ----------------- | ----------------------- | ----------- |
| 1º    | 7.68  | Susanna Kallur     | Suécia            | 10 de Fevereiro de 2008 | Karlsruhe   |
| 2º    | 7.69  | Ludmila Engquist   | União Soviética   | 4 de Fevereiro de 1990  | Chelyabinsk |
| 3º    | 7.72  | Lolo Jones         | Estados Unidos    | 13 de Março de 2010     | Doha        |
| 4.    | 7.73  | Cornelia Oschkenat | Alemanha Oriental | 25 de Fevereiro de 1989 | Viena       |
| 4.    | 7.73  | Sally Pearson      | Austrália         | 10 de Março de 2012     | Istanbul    |
| 6º    | 7.74  | Yordanka Donkova   | Bulgária          | 14 de Fevereiro de 1987 | Sofia       |
| 6º    | 7.74  | Michelle Freeman   | Jamaica           | 3 de Fevereiro de 1998  | Madrid      |
| 6º    | 7.74  | Gail Devers        | Estados Unidos    | 1 de Março de 2003      | Boston      |
| 9º    | 7.75  | Bettine Jahn       | Alemanha Oriental | 5 de Março de 1983      | Budapest    |
| 9º    | 7.75  | Perdita Felicien   | Canadá            | 7 de Março de 2004      | Budapest    |